# Дејвид Бениоф
Дејвид Бениоф (енгл. David Benioff; Њујорк, 25. септембар 1970) амерички је сценариста и продуцент. Познат је као аутор серије Игра престола (2011—2019) и Проблем 3 тела (2024—данас), које је створио заједно са својим сарадником Д. Б. Вајсом